# 毛利梅園
毛利 梅園（もうり ばいえん）は、江戸時代後期の旗本、本草学者。諱は元寿（もとひさ）。主著に『梅園画譜』『皇代系譜』。

## 生涯
寛政10年（1798年）、江戸幕府旗本毛利兵橘元苗（もとひで）の長男として生まれた。家系は大江毛利氏ではなく、毛利重政を祖とする藤姓毛利氏である。
享和3年（1803年）、木挽町築地の拝領屋敷500坪が旗本寄合席有馬熊五郎へ譲られ、白山鶏声ヶ窪古河藩土井家屋敷内852坪地に転居した。
文政3年（1820年）頃から植物に興味を持ち、写生に熱中するようになった。屋敷内に草木を植え、当初梅樹園と号していたが、後に阿部正精に欑華園の号を賜った。文政5年（1822）12月24日書院番諏訪備前守組に加入し、文政13年（1830年）5月4日父の遺領を相続した。
天保2年（1831年）動物、天保6年（1835年）菌類に関心が移り、天保10年（1839年）活動が一端途絶える。天保13年（1842年）3月7日牛込からの大火に類焼し、3月15日麻布龍土町長州藩毛利家下屋敷に移り、梅竜園と号した。弘化2年（1845年）8月25日白山に新居を着工した。
弘化元年（1844年）写生活動を再開し、初めツバキの諸品種を模写している。江戸近郊へも積極的に採集に出かけるようになり、嘉永元年（1848年）9月高尾山、嘉永2年（1849年）3月箱根に採集を行い、また小仏峠、大山、江ノ島、鎌倉、金沢等も巡った。しかし、嘉永2年（1849年）で活動が途絶え、嘉永4年（1851年）8月7日死去し、三田正覚院に葬られた。

## 著書

### 『梅園画譜』
国立国会図書館所蔵の一連の画譜を『梅園画譜』と総称する。
- 『梅園禽譜』 NDLJP:1286915
- 『梅園魚譜』 NDLJP:1286914
- 『梅園介譜』 NDLJP:1286918
- 『梅園草木花譜』 春NDLJP:1287072 夏NDLJP:1287075 秋NDLJP:1287024 冬NDLJP:1286927
- 『梅園海石榴花譜』 NDLJP:1286917
- 『梅園菌譜』 NDLJP:1286916
- 『草木実譜』 NDLJP:2537209
- 『梅園虫譜』 散佚したが、田中芳男等が町田久成蔵本より大部分を『博物館図譜』[4]に模写している[2]。

自ら採集、知人より得た実物を中心に写生し、写生日、実写か模写かを記し、更にしばしば入手元を記載している点が先進的と評価される一方、縮尺を示さず、分類学に意識が向けられていないことが欠点である。

### その他
- 『梅園採薬紀行図絵』 散佚[2]。
- 『欑華園中輳集草木志』 国立国会図書館所蔵。
- 『皇代系譜』 第1-10冊が元苗、第11-12冊が元寿の手になる[3]。内閣文庫所蔵。
- 『梅園雑話』伊藤篤太郎旧蔵、天理大学附属天理図書館所蔵。

なお、『梅園奇賞』は大坂野里梅園作で、国立国会図書館蔵『魚図』も梅園と号する別人の作と見られる。

## 後世
生前著書は刊行されず、赭鞭会の設楽貞丈を除き他の本草学者と交流を持たなかったため、本草界の間では無名の存在だった。明治15年（1882年）伊藤圭介80歳を祝う錦窠翁耋筵会が行われた際、『梅園画譜』が出品され、名が知られるようになったが、素性は判然とせず、右田毛利家毛利元寿や、大坂町年寄野里梅園と事跡が混同された。
白山の屋敷地は現在の文京区白山五丁目29番、東洋大学白山キャンパス京北門外に当たる。

## 家系
森重高 - 毛利重政 - 毛利重次 - 毛利重長 - 毛利重勝（元教） - 毛利元卓 - 毛利元苗 - 毛利元寿（梅園）